# Michail Alexandrowitsch Jeljaschewitsch
Michail Alexandrowitsch Jeljaschewitsch (russisch Михаил Александрович Ельяшевич; * 21. August 1908 in München; † 4. Januar 1996 in Minsk) war ein russischer Physiker und Hochschullehrer.

## Leben
Jeljaschewitschs Vater Alexander Borissowitsch Jeljaschewitsch (1888–1967) betätigte sich in seiner Jugend in Irkutsk als Revolutionär, schloss sich den Sozialrevolutionären an und studierte mit Unterbrechungen am St. Petersburger Polytechnischen Institut. Anfang 1908 heiratete er die Schwester der Frau des Sozialrevolutionärs D. D. Donskoi Jekaterina Michailowna Filiptschenko (1887–1942) und verließ im Mai 1908 auf Anraten der Leitung des Polytechnischen Instituts Russland, um in München Ökonomie zu studieren. Jeljaschewitschs Großvater war der jüdische Militärarzt Awraam Akimowitsch Jeljaschewitsch.
1925 begann Jeljaschewitsch das Studium an der physikalischen Fakultät der Universität Leningrad, das er 1930 abschloss. Anschließend arbeitete er im Leningrader Staatlichen Institut für Optik (GOI) bei dem Roschdestwenski-Schüler Alexander Nikolajewitsch Terenin.
1931 wechselte Jeljaschewitsch in das neue Institut für Chemische Physik der Akademie der Wissenschaften der UdSSR in Moskau, wo er in die Gruppe Jakow Iljitsch Frenkels kam. Ab 1935 arbeitete er wieder im GOI bei Wladimir Alexandrowitsch Fock. 1937 verteidigte Jeljaschewitsch seine Kandidat-Dissertation, die bald als Monografie veröffentlicht wurde. 1944 verteidigte er seine Doktor-Dissertation. Jeljaschewitsch lieferte wichtige Beiträge zur Spektroskopie komplexer Atome, insbesondere der Metalle der Seltenen Erden, und Moleküle. 1945 wurde er Mitglied der KPdSU.
Nach dem Deutsch-Sowjetischen Krieg war Jeljaschewitsch im Sowjetischen Atombombenprojekt am Programm der optischen Beobachtung der sowjetischen Atomwaffentests beteiligt. Daneben leitete er 1946–1951 einen Lehrstuhl des Leningrader Instituts für Feinmechanik und Optik und lehrte 1952–1954 am Leningrader Pädagogischen Herzen-Institut.
1956 wurde Jeljaschewitsch zum Vollmitglied der Akademie der Wissenschaften der Belarussischen Sozialistischen Sowjetrepublik (AN-BSSR, seit 1991 Akademie und seit 1997 Nationale Akademie der Wissenschaften von Belarus (NANB)) gewählt. Er ließ sich in Minsk nieder und wurde Laboratoriumsleiter im Institut für Physik der AN-BSSR (bis 1979). Daneben leitete er 1968–1977 den Lehrstuhl für Atom- und Molekülphysik der Belarussischen Staatlichem Universität für Informatik und Radioelektronik und lehrte 1977–1983 am Lehrstuhl für Kernphysik der BGU. Im Mittelpunkt der wissenschaftlichen Arbeit Jeljaschewitschs in Minsk standen die Plasmaspektroskopie und die Plasmadynamik, sodass er als Begründer der belarussischen Plasmaphysik-Schule gilt.
1983–1990 war Jeljaschewitsch wissenschaftlicher Berater des Forschungsinstituts für Probleme der Angewandten Physik der BGU und wurde 1990 wissenschaftlicher Hauptmitarbeiter des Instituts für Wärme- und Massenübertragung der NANB. Im April 1995 wurde er Berater bei der Direktion des Instituts für Atom- und Molekülphysik der NANB.
Im Rahmen seiner Forschungen zur Geschichte der Physik beschäftigte sich Jeljaschewitsch mit James Clerk Maxwell, Niels Bohr und Albert Einstein. Jeljaschewitsch studierte die Entwicklung der Quantenmechanik und die modernen Vorstellungen der Atom- und Molekülspektren.
Jeljaschewitschs Sohn Alexei wurde Theoretischer Physiker und leitete in den 1990er Jahren das Institut für Biologie und Psychologie des Menschen in St. Petersburg.

## Ehrungen, Preise
- Leninorden (1949)[1]
- Stalinpreis II. Klasse (1950 zusammen mit Michail Wladimirowitsch Wolkenstein und Boris Iwanowitsch Stepanow) für die 1949 erschienene Monografie über die Schwingungen der Moleküle[1]
- Ehrenzeichen der Sowjetunion (1956)[1]
- Leninpreis (1966)[1]
- Orden des Roten Banners der Arbeit (1968)[1]
- Verdienter Wissenschaftler der BSSR (1978)[2]
- Staatspreis der BSSR (1992)[1]